# ویک دانا
ویک دانا (انگلیسی: Vic Dana؛ زادهٔ ۲۶ اوت ۱۹۴۲) یک موسیقی‌دان اهل ایالات متحده آمریکا است.